# 黑箱模型
黑箱模型（Black box）或称经验模型，指一些其内部规律还很少为人们所知的现象。如生命科学、社会科学等方面的问题。但由于因素众多、关系复杂，也可简化为灰箱模型来研究。
在水文学模型中，黑箱模型不考虑流域物理过程，模型的建立基于输入和输出时间序列的分析。
水力学上的分类：
- 经验水文法；例如最著名的单位线形模型，Sherman（1932），Nash（1959）
- 水文统计法；主要有线性回归和相关性模型，相关系数和标准偏差是检验函数关系拟合好坏的标准。
- 水文信息法；